# المعافى بن زكريا
أَبُو الْفَرَجِ المُعَافَى بنُ زَكَرِيَّا بنِ يَحْيَى بنِ حُمَيْدٍ النَّهْرُوَانِيُّ الْجَرِيرِيُّ (305 – 390هـ / 917 – 1000م) فقيه أصولي، أديب نحوي لغوي أخباري شاعر مشارك في غير ذلك من تصانيفه «الجليس الصالح الكافي والأنيس الناصح الشافي». ولم يقتصر على دراسة الفقه والتبحر فيه، بل اشتغل أيضاً بالأدب والنحو، وكان من تلاميذ نفطويه. وتولى القضاء بباب الطاق في الجانب الشرقي من بغداد.

## اسمه وكنيته
هو المعافى بن زكريا بن يحيى بن حميد بن حماد بن داود. ولم نجد في المصادر ما يشير الى اختلافات في اسمه فهذا هو اسمه أما كنيته فهو أبو الفرج ولا يعرف له كنية غير هذه أيضاً، وعلى هذا فهو أبو الفرج المعافى بن زكريا بن يحيى بن حميد بن حماد بن داود.

## القابه
اشتهر المعافى بألقاب عدة أشهرها النهرواني فقيل المعافى بن زكريا النهرواني، والنهرواني نسبة الى النهروان، فهي المدينة التي ولد فيها وترعرع وعد واحداً من أشهر علماءها، ولقب بالجريري نسبة إلى محمد بن جرير الطبري العالم المفسر والمؤرخ المشهور عندما تبنى المعافى مذهبه.
وعرف بابن طرارة أو ابن طرار، أو ابن طراز، أو ابن طرارا، لكن لم نعثر في المصادر المتوفرة لدينا على سبب تلقيبه بهذه الألقاب، كما لقب بابن طرازة الذي أورده ابن ناصر الدين في كتابه توضيح المشتبه مشيراً إلى انه كان نسبة إلى موضع بخراسان، ولربما أن هذا هو اللقب الأصلي وعُرِف فيما بعد إلى ابن طرار أو طرارة أو طرارا وربما أيضاً أنه لحقه بسبب اقامته او رحلته إلى خراسان هو أو أبيه، ومن الألقاب الأخرى التي لقب بها المعافى، البغدادي، وهذا وارد لكون النهروان قريبة من بغداد حيث عد من علمائها.
أما تلقيبه بالقاضي الذي كثيراً ما كان يسبق اسمه في المصادر، فجاء هذا اللقب بسبب توليه القضاء في باب الطاق ببغداد. كما لقب المعافي بالحافظ والعلامة وذي الفنون، مما يدل على سعة علمه في مختلف العلوم. ولقب أبي الفتوح أُطلق عليه، ولكن لم نجد ما يفيد عن سبب تلقيبه بهذا اللقب. ويُحتمل أن اللقب جاء نتيجة للنسخ والتصحيف، حيث يمكن أن يكون الناسخ قد كتب القاضي أبو الفتوح بدلاً من القاضي أبو الفرج، خاصة أن هذا اللقب ورد في كتاب الأمالي لابن الشجري ولم يرد في مصادر أخرى.

## مولده
وُلد المعافي بن زكريا النهرواني سنة 305هـ وفقاً لرواية أبو القاسم علي بن المحسن التنوخي التي أكدت ذلك، حيث قال: «قال لي أبو الفرج المعافي بن زكريا وُلِدت يوم الخميس لسبع خلون من رجب سنة خمس وثلاثمائة». أما قول أحمد بن عمر بن روح، وهو أحد تلامذة المعافي، بأنه سمع شيخه يقول عن نفسه أنه وُلِد سنة 303هـ، فلم يُثبت عليه. وقد استدرك على ذلك بالقول: «وحدثني عمن سمعه يقول وُلِدت في سنة ثلاثمائة وخمسة، وهو أشبه بالصواب»، مما يوضح أن الرواية الأولى لم تكن دقيقة، بدليل قوله "هكذا حفظي" واعترف بحفظ الآخرين وسماعهم عندما قال "هو أشبه بالصواب". وبذلك، أصبح من الواضح أن ولادة المعافي كانت سنة 305هـ، كما ورد في معظم المصادر التي ترجمَت له.

## أصله ونسبه
ينتسب المعافى بن زكريا إلى مدينة النهروان، ولم تذكر المصادر المتوفرة لدينا ما يدل على خلاف ذلك. فقد وُلد وعاش وتوفي في هذه المدينة. ولا تتوافر معلومات دقيقة عن عائلته أو نسبه القبلي، كما لا يُعلم إن كان مولى أو غير ذلك. وكل ما ذكرته المصادر أنه كان عالماً جليلاً واسع المعرفة في مختلف العلوم، وأن والده زكريا بن يحيى بن حميد بن حماد كان من العلماء المحدثين الذين أُخذ عنهم العلم.

## حياته
عاش المعافى بن زكريا النهرواني نحو خمس وثمانين سنة قضاها في طلب العلم والتعليم، حيث بدأ حياته في مدينة النهروان متعلماً ومعلماً. التقى بعدد كبير من شيوخ بلده كأحمد بن إبراهيم الخليل الكاتب النهرواني وآخرين، وتنقل بينهم للاستزادة من علومهم متحلياً بأخلاقهم وصفاتهم. فأصبح عالماً فقيهاً وأحد أعلم الناس في عصره بالفقه والنحو واللغة وصنوف الأدب. ويقول أبو محمد البافي: «اذا حضر القاضي ابو الفرج حضرت العلوم كلها». ولا تُعرف تفاصيل كثيرة عن حياته الأولى، إذ لم تذكر المصادر سوى أنه وُلد وعاش في النهروان، وكان فقيراً، تبدو عليه آثار البؤس والفقر. وقد أشار إلى ذلك أبو حيان التوحيدي بقوله: «رأيته في جامع الرصافة ببغداد وقد نام مستدبر الشمس في يوم شات وبه من أثر الفقر والبؤس والضر امر عظيم مع غزارة علمه واتساع أدبه وفضله وشهرته، ومعرفته بصنوف العلوم سيما علوم الأثر والأخبار وسير العرب...».
ولم يكن راغباً في المناصب ولا محباً للجاه والسلطان، بل كان يدفع عن نفسه الرتب عملًا بسنة النبي محمد الذي حذر من طلب الإمارة. وربما لهذا السبب أحبه معاصروه وصدقوا في وصفه بما هو أهله. وكان نظير أبي حيان التوحيدي معاصره، يشابهه في روعة الأسلوب وإشراق البيان وفصاحة المنطق. ويُخيّل إلينا أن نوعاً من التعاطف كان يربط بين الرجلين بسبب الفقر المشترك بينهما. ومع أن حظه لم يكن أفضل من أبي حيان، إلا أنه لم يُرَ شاكياً ولا ساخطاً، بل كان ذا نفس كريمة وروح راضية. وإذا غضب، لم يغضب لنفسه بل لما يراه من اعوجاج في الواقع، ساعياً إلى إصلاحه، بخلاف أبي حيان الذي صبّ غضبه على أفراد معينين.
أما أسرته، فلم تذكر المصادر عنها إلا القليل؛ فوالده كان محدّثاً أخذ عنه المعافى، وابنه محمد كان أيضاً محدّثاً. ولا تتوافر معلومات إضافية عن حياتهما. ويبدو هذا الأمر مستغرباً، إذ كان المعافى وأبوه من علماء عصرهما، لكن المصادر ركزت على علمه الوافر وتصانيفه الكثيرة التي طغت على غيرها، ولم يكن النسب والأصل يحظيان آنذاك بأهمية مثل أهمية العلم والخلق والمآثر الكبرى، وهذا ما ينطبق على المعافى بن زكريا.

## معتقده ومذهبه
المعافى بن زكريا النهرواني كان على مذهب أبي جعفر محمد بن جرير الطبري، وسار على طريقته، ونصر مذهبه، وذبّ عنه. وهذا المذهب الذي اختاره الطبري يوافق مذهب أحمد بن حنبل وأصحابه في صفاء الاعتقاد، والسير فيه على طريقة السلف بلا تأويل ولا تفويض ولا تشبيه مع النزوع إلى فقه الدليل. ويُظهر أن المعافى كان أول من خلف محمد بن جرير الطبري في هذا المذهب واعتمد عليه، ولذلك لُقب بالجريري نسبة إلى هذا المذهب.

## وفاته
توفي أبو الفرج المعافى بن زكريا النهرواني يوم الاثنين الثامن عشر من ذي الحجة سنة 390هـ في مدينة النهروان، عن عمر ناهز الخامسة والثمانين عاماً. ولم تذكر المصادر تفاصيل دقيقة عن ظروف وفاته أو مراسم تشييعه أو من صلى عليه من العلماء أو رجال الدولة، رغم مكانته العلمية وعمله في القضاء. واكتفت المصادر بذكر تاريخ وفاته بدقة دون الإشارة إلى مزيد من التفاصيل. ويُرجَّح أن الأوضاع السياسية المضطربة في بغداد خلال تلك الفترة، بسبب السيطرة البويهية، قد أثرت سلباً على الحياة العامة والعلمية، مما انعكس على أحوال العلماء. وقد أشارت بعض الروايات إلى أن المعافى كان يعيش حالة من الفقر والتعفف رغم سعة علمه وشهرته.

## مؤلفاته
- مخطوطات الكتب التي وصلت عصرنا:

1. الجليس الصالح الكافي والأنيس الناصح الشافي.
2. مختصر الجليس الصالح الكافي والأنيس الناصح الشافي.
3. تفسير مشكل إعراب القرآن.[28]
4. حديث المعافى بن زكريا بن يحيى.

- ما أورده ابن النديم:

1. كتاب التحرير والنفر في أصول الفقه.
2. كتاب الحدود والعقود في أصول الفقه.
3. كتاب المرشد في الفقه.
4. كتاب شرح كتاب المرشد في الفقه.
5. كتاب المحاضر والسجلات.
6. كتاب شرح كتاب الخفيف للطبري.
7. كتاب الشافعي في مسح الرجلين.
8. كتاب الشروط.
9. كتاب أجوبة الجامع الكبير لمحمد بن الحسن (كتاب أجوبة المزي على مذهب الطبري).
10. كتاب الرد على الكرخي في مسائل.
11. كتاب الرد على أبي يحيى البلخي في أفراد الإماء.
12. كتاب رسالته إلى الطبري القاضي في مسألة في الوصايا.
13. كتاب في تأويل القرآن.
14. كتاب الرسالة في واو عمرو.
15. كتاب القراءات.
16. كتاب المحاورة في اللغة.
17. كتاب شرح كتاب الجرحي.
18. كتاب رسالة عمر.

ويشير ابن النديم بقوله: إن المعافى قال له: «إن له نيفاً وخمسين رسالة في الفقه والكلام والنحو وغير ذلك».

## أقوال العُلماء فيه
حَظِيَ المعافى بن زكريا النهرواني بقبولٍ كبيرٍ من علماء عصره ومن الذين جاؤوا بعده، ممن أخذوا عنه في مختلف العلوم التي برع فيها. فقد بذل جهداً عظيماً في خدمة العلم، وخلّف تراثاً علمياً حافلاً حفظته كتب التاريخ والحديث والتفسير والفقه وغيرها.
وقد أثنى عليه كثيرٌ من العلماء الذين وثقوا به وأجلّوه، وكان موضع تقديرهم، ويتضح ذلك من أقوالهم التي وصفوه فيها بأجمل عبارات المدح والثناء، مع توثيقهم لمكانته العلمية:
- قال ابن النديم (ت. 380هـ): «المعافى النهرواني القاضي في عصرنا وهو أبو الفرج المعافى بن زكريا من أهل النهروان، أوحد عصره في مذهب أبي جعفر، وحفظ كتبه. ومع ذلك، متفنن في علوم كثيرة، مضطلع بها مشار إليه فيها، في نهاية الذكاء وحسن الحفظ وسرعة الخاطر في الجوابات.».[30]
- قال شيخ الشافعية أبو محمد البافي (ت. 398هـ): «إذا حضر المعافى أبو الفرج فقد حضرت العلوم كلّها... أوصى رجل بثلث ماله أن يدفع إلى أعلم الناس لوجب أن يدفع إلى المعافى ابن زكريا».[22]
- وقد وصفه أبو حيان التوحيدي (ت. 414هـ) وهو من معاصريه بغزارة العلم عندما قال: «... رايت المعافى قد نام مستدبر الشمس في جامع الرصافة في يوم شات وبه من اثر الضر والفقر والبؤس أمر عظيم (مع غزارة علمه)».[11]
- قال أبو بكر البرقاني (ت. 424هـ): «كان أعلم الناس، وكان ثقة».[7]
- قال الخطيب البغدادي (ت. 463هـ): «كَانَ من أعلم النّاس فِي وقته بالفقه والنَّحْوِ واللغة وأصناف الْأدب».[7]
- قال ابن ماكولا (ت. 475هـ): «كان آية في الحفظ والمعرفة والتفنن في العلوم».[31]
- قال السمعاني (ت. 562هـ): «وكان من أعلم الناس في وقته بالفقه والنحو واللغة وأصناف الأدب، وصنف كتابا مليحا كثير الفوائد سماه 'الجليس والأنيس'».[32]
- قال ياقوت الحموي (ت. 627هـ): «كان من أعلم الناس بفقه مذهب ابن جرير والنحو واللغة وفنون الأدب والأخبار والأشعار، وكان ثقة ثبتا».[11]
- قال ابن الأثير الجزري (ت. 630هـ): «كان على مذهب محمد بن جرير الطبري فنسب إليه وكان من أعلم الناس في زمانه يعرف كل نوع من العلوم».[16]
- قال الرشيد العطار (ت. 662هـ): «ومن نظر في كتابه المسمى بـ "الجليس والأنيس" علم أنه أهل لهذا الثناء».[33]
- قال ابن خلكان (ت. 681هـ): «وكان ثقة مأمونا في روايته».[13]
- قال شمس الدين الذهبي (ت. 748هـ): «العلامة، الفقيه، الحافظ، القاضي، المتفنن، عالم عصره... وله 'تفسير' كبير في ست مجلدات جم الفوائد، وله كتاب 'الجليس والأنيس' في مجلدين. وكان من بحور العلم».[34]
- قال مجير الدين العليمي (ت. 928هـ): «كان فقيها أديبا شاعرا، عالما بكل فن، ولي القضاء ببغداد بباب الطاق».[35]